# Søren Bentzen
Søren Bentzen (født 1960), er en dansk sangskriver og guitarist, bedst kendt for, sammen med Cæcilie Norby og Nina Forsberg, at stå bag den danske gruppe One Two (1985-1994) med sange som “Den Bedste Tid”, “Billy Boy”, “Midt I En Drøm” og “Hvide Løgne”.    
Søren Bentzen har desuden lavet musik med Kaya Brüel (1992) og Ann-Louise Mathiesen (1996). 